# Circolo Sportivo Tommaso Gargallo 1928-1929
Questa voce raccoglie le informazioni riguardanti il Circolo Sportivo Tommaso Gargallo nelle competizioni ufficiali della stagione 1928-1929.

## Rosa
| N. |                   | Ruolo | Calciatore          |
| -- | ----------------- | ----- | ------------------- |
|    | Italia (bandiera) | D     | Francesco Mirabella |
|    | Italia (bandiera) | A     | Della Casa          |
|    | Italia (bandiera) | P     | Gazzè               |
|    | Italia (bandiera) | D     | Medoro Bagnoli      |
|    | Italia (bandiera) | C     | Barcio I            |
|    | Italia (bandiera) | C     | Fanò                |
|    | Italia (bandiera) | A     | Antonio Gamma       |

| N. |                   | Ruolo | Calciatore         |
| -- | ----------------- | ----- | ------------------ |
|    | Italia (bandiera) | C     | Barcio II          |
|    | Italia (bandiera) | C     | Genesio Pioletti   |
|    | Italia (bandiera) | A     | Vincenzo Lumia     |
|    | Italia (bandiera) | C     | Luigi Pinasco      |
|    | Italia (bandiera) | C     | Pietro Salussoglia |
|    | Italia (bandiera) | D     | Dugo               |
|    | Italia (bandiera) | D     | Zavaroni           |

## Risultati

### Campionato Meridionale

#### Girone di andata
| 18 novembre 1928 1ª giornata | Reggina | 1 – 1 | Tommaso Gargallo |  |

| 25 novembre 1928 2ª giornata | Tommaso Gargallo | 2 – 0 | Messina |  |

| 9 dicembre 1928 3ª giornata | Peloro | 3 – 2 | Tommaso Gargallo |  |

| 16 dicembre 1928 4ª giornata | Tommaso Gargallo | 2 – 1 | Indomita |  |

| 23 dicembre 1928 5ª giornata | Tommaso Gargallo | 2 – 0 | Palermo |  |

#### Girone di ritorno
| 6 gennaio 1929 6ª giornata | Tommaso Gargallo | 5 – 0 | Reggina |  |

| 13 gennaio 1929 7ª giornata | Messina | 2 – 0 | Tommaso Gargallo |  |

| 20 gennaio 1929 8ª giornata | Tommaso Gargallo | 1 – 0 | Peloro |  |

| 10 febbraio 1929 9ª giornata | Indomita | 2 – 1 | Tommaso Gargallo |  |

| 17 febbraio 1929 10ª giornata | Palermo | 4 – 0 | Tommaso Gargallo |  |